# Babadag (munte)

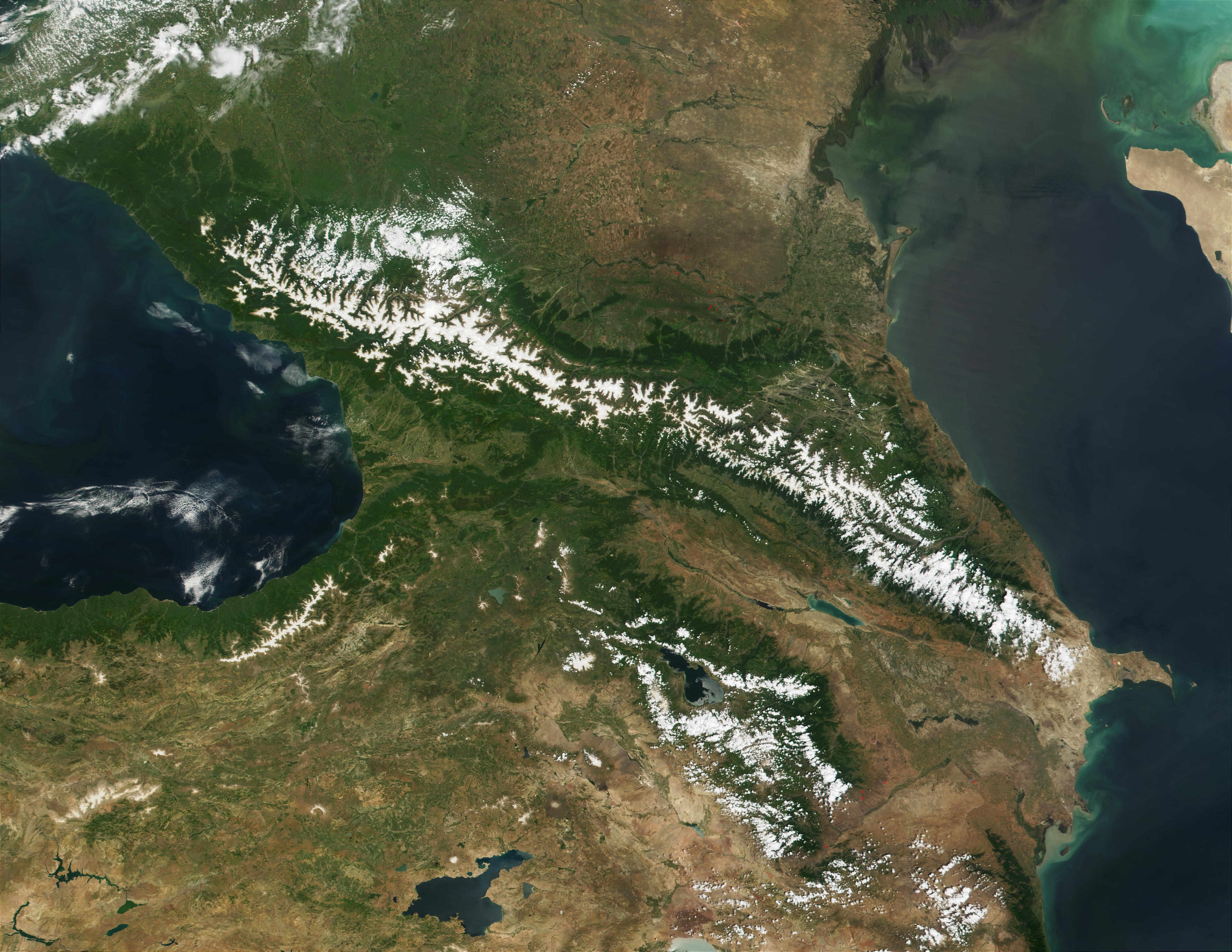
Munţii Caucaz, vedere din satelit

Babadag este un munte cu altitudinea de 3.629 m deasupra n.m. situat în Caucazul Mare.